# Masate
Masate ist eine Gemeinde mit 3823 Einwohnern (Stand 31. Dezember 2023) in der Metropolitanstadt Mailand, Region Lombardei.

## Geografie
Die Nachbarorte von Masate sind Basiano, Pozzo d’Adda, Cambiago, Gessate und Inzago.

## Bevölkerungsentwicklung
Masate zählt 1045 Privathaushalte. Zwischen 1991 und 2001 stieg die Einwohnerzahl von 2011 auf 2459. Dies entspricht einem prozentualen Zuwachs von 22,3 %.